# ويكانا
ويكانا (مواليد 16 أكتوبر 1914)، كان وزيرًا إندونيسيًا ومن زعماء الاستقلال وأحد الشباب الذين أجبروا أحمد سوكارنو ومحمد حاتا على إعلان الاستقلال فور استسلام اليابانيين. وهو أول وزير إندونيسي للشباب والرياضة (على الرغم من أن المنصب كان يسمى في عهده وزير الدولة لشؤون الشباب) وعضو في الحزب الشيوعي الإندونيسي. اعتقل بعد أحداث حركة 30 سبتمبر واختفى أثره منذ ذلك اليوم.

## اختفاءُه
في وقت ما قبل محاولة الانقلاب عام 1965 (أو ما تسمى بحركة 30 سيبتمبر) ذهب ويكانا وأعضاء آخرون من اللجنة التحضيرية لاستقلال إندونيسيا إلى بكين، الصين للاحتفال باليوم الوطني للصين. بعد انتشار نبأ محاولة الانقلاب أمر ويكانا الأعضاء الآخرين معه بالبقاء في بكين وعاد إلى إندونيسيا. وصل ويكانا إلى جاكرتا في 10 أكتوبر 1965 ووفقًا لما ذكره شيرول صالح فقد اعتُقل ويكانا فورا عند وصوله إلى مطار كيمايوران في جاكرتا من قبل الجيش الذي قام باستجوابه لمدة ليلتين ثم أطلق سراحه. في 9 يونيو 1966 اعتُقل ويكانا من قبل حوالي عشرة مسلحين مجهولين اقتادوه من منزله واختفى بعد ذلك.